# ادی بندورا
ادی بندورا (انگلیسی: Eddy Bandura; ۲۲ ژوئن ۱۹۴۰ – ۱۲ مهٔ ۲۰۱۸) بازیکن فوتبال اهل آلمان بود.
از باشگاه‌هایی که در آن بازی کرده‌است می‌توان به باشگاه فوتبال هانوفر ۹۶ اشاره کرد.